# Sigtemel
Sigtemel er en blanding af sigtet rugmel og sigtet hvedemel. Sigtemel bruges til at bage sigtebrød af. Bemærk at der er forskel på sigtemel og sigtet mel. Sigtet mel betyder at et mel er sigtet, dvs. at melet i fremstillingsprocessen har passeret en sigte, hvor man er i stand til at frasigte partikler af en given størrelse. Processen anvendes normalt til at frasortere skaldele (klid), så man får et lysere mel, med en bedre bageevne. Blandingsforholdet mellem rug og hvede i sigtemel er ikke veldefineret i Danmark, men ligger typisk på mellem 50/50 og 30/70.